# Pesa Swing
PESA Swing este un tramvai fabricat de compania poloneză Pojazdy Szynowe Pesa Bydgoszcz (PESA) în Bydgoszcz. Este un vehicul cu podea joasă pe toată lungimea sa, cu cinci secțiuni, bazat pe modelul 120N⁠(d).
Prima companie care a comandat tramvaie PESA 120Na Swing a fost Tramwaje Warszawskie⁠(d) în Varșovia⁠(d): 186 de unități. Livrarea a început în vara anului 2010, iar cea de-a 100-a unitate a fost livrată la 19 febriarie 2012.